# Upplands runinskrifter 341
Upplands runinskrifter 341 är en vikingatida runsten av granit i Söderby, Orkesta socken och Vallentuna kommun. Runstenen är 2,32 meter hög och 0,88 meter bred (på mitten). En del av stenens topp återfanns 1926 och fastsattes på stenen. U 341 är en parsten till U 342. De har troligen tillsammans utgjort en minnesvård över mannen "Kalv".

## Inskriften
Translitterering av runraden:
[ikiauoʀ li]t reis[a] × (s)(t)in × þens[a] × iftiʀ × kalf × fuþur × si[n × auk × aft]ir × i[ku-] + bru[þa] + sin × huk × iftiʀ × ragnui × mu sina × nu ilbi × kuþ × salu × þiʀa × auk × kus × muþiʀ
Normalisering till runsvenska:
Ingialdr(?) let ræisa stæin þennsa æftiʀ Kalf, faður sinn, ok æftiʀ Igu[l], broður sinn, ok æftiʀ ʀagnvi, moður/møy sina. Nu hialpi Guð salu þæiʀa ok Guðs moðiʀ.
Översättning till nusvenska:
Ingjald lät resa denna sten efter Kalv, sin fader, och efter Igul, sin broder, och efter Ragnvi, sin moder. Nu hjälpe Gud och Guds moder deras själ.